# Aleksandr Kuklin
Aleksandr Kuklin (ros. Александр Куклин; ur. 10 września 1987) – rosyjski hokeista.

## Kariera klubowa
- Awangard Omsk (2002–2007)
- Mołot-Prikamje Perm (2007)
- Jermak Angarsk (2007–2008)
- Gazowik Tiumeń (2008)
- Jugra-Uniwersytet Chanty Mansyjsk (2008–2009)
- Arłan Kokczetaw (2011)
- HK Lipieck (2011–2012)
- Progriess Głazow (2012)
- Saryarka Karaganda 2 (2012–2013)
- HK Astana (2011–2014)